# 김흥배
김흥배(金興培, 1914년 ~ 1987년 8월 9일)는 한국외국어대학교 설립자인 일제강점기와 대한민국의 기업인이다. 호는 동원(東園)이다.

## 생애
본관은 김해이며 경기도 여주군에서 태어났다. 여주보통학교를 졸업 하고 경성부로 올라와 실업인으로 자수성가했다.
1932년에 금흥상회를 경영한 것을 시작으로 1942년에는 동양철강주식회사를 세웠다. 태평양 전쟁 중 군수품 공장인 피복공장을 운영하였고, 전쟁 지원 단체인 경성부총력연맹의 이사를 지내기도 했다.
대한민국 정부 수립 후인 1949년 한국화재해상보험주식회사를 설립하여 회장이 되었다. 같은 해 반민족행위처벌법에 의해 반민특위가 활동을 시작하면서 일제 말기에 부일 혐의가 있는 김흥배도 연행되었다. 이때 김흥배의 부인이 무속인을 통해 반민특위 조사관인 김명동에게 뇌물을 전달한 뒤 김명동을 고발해 구속시킨 사건이 있었다.
반민특위가 해체되어 별다른 처벌은 받지 않았고, 이후 기업이 계속 번창하여 1952년 동일방직공업주식회사, 1954년 한국중앙무진주식회사, 1956년 한국신탁주식회사를 설립했다. 교육 사업에 뜻을 두어 1952년 재단법인 동원육영회를 설립하고, 1954년에는 한국외국어대학을 설립하였다.
1983년에 대한민국 정부로부터 국민훈장 무궁화장을 서훈받은 것을 비롯하여 남아메리카의 여러 국가에서 훈장과 명예 작위, 명예 학위 등을 수여받았다. 사후에는 부인 이숙경이 한국외국어대학교 이사장을 지냈다.

## 같이 보기
- 한국외국어대학교

## 참고자료
- 김흥배(金興培) - 한국학중앙연구원